# Laval-Roquecezière
Laval-Roquecezière é uma comuna francesa na região administrativa de Occitânia, no departamento de Aveyron. Estende-se por uma área de 30,66 km². Em 2010 a comuna tinha 284 habitantes (densidade: 9,3 hab./km²).